# Ceratophyllus hirundinis
Ceratophyllus hirundinis (лат.) — вид блох из рода Ceratophyllus.

## Распространение
В шестидесятые годы XX века в УССР был обнаружен в Крыму, Киеве, Херсонской области, городах Одессе, Балте, Измаиле, а также в Закарпатье. Блох находили в большом количестве в гнёздах городских ласточек.